# Pasohnus bispinosus
Genre
Espèce
Pasohnus bispinosus, unique représentant du genre Pasohnus, est une espèce d'opilions laniatores de la famille des Epedanidae.

## Distribution
Cette espèce est endémique du Negeri Sembilan en Malaisie.

## Publication originale
- Suzuki, 1976 : « Report on a collection of opilionids from Pasoh Forest Reserve, West Malaysia. » Nature and Life in Southeast Asia, vol. 7, p. 9–38.